# Clorometilare Blanc
Clorometilarea Blanc (sau mai simplu reacția Blanc) este o reacție chimică prin care se pot introduce grupe clorometil pe nuclee aromatice (se obțin clorometil-arene) și care se realizează cu formaldehidă și acid clorhidric și catalizator clorură de zinc sau alt acid Lewis. Reacția a fost denumită după Gustave Louis Blanc (1872-1927), savantul care a descoperit-o în anul 1923.

## Mecanism de reacție
Reacția de clorometilare Blanc are loc în condiții acide și se realizează în prezență de clorură de zinc (ZnCl2) pe post de catalizator. În acest condiții de reacție, acidul Lewis protonează carbonul carbonilic al formaldehidei, făcându-l mult mai electrofil. Aldehida este atacată de electronii pi aromatici, ceea ce produce o re-aromatizare a nucleului aromatic. Alcoolul benzilic astfel format este convertit rapid la derivat clorurat datorită reactanților și condițiilor de reacție.
Alți posibili electrofili care se pot forma în prezență de clorură de zinc sunt cationul (clorometil)oxoniu (ClH2C–OH2+) sau cationul clorocarbeniu (ClCH2+).